# Héctor Santos (Leichtathlet)
Héctor Santos Llorente (* 6. Januar 1998 in Madrid) ist ein spanischer Leichtathlet, der sich auf den Weitsprung spezialisiert hat.

## Karriere
Erste internationale Erfahrungen sammelte Héctor Santos im Jahr 2015, als er bei den Jugendweltmeisterschaften in Cali mit einer Weite von 7,11 m den elften Platz belegte. Im Jahr darauf schied er bei den U20-Weltmeisterschaften in Bydgoszcz mit 6,83 m in der Qualifikation aus und 2017 gewann er bei den U20-Europameisterschaften in Grosseto mit einem Sprung auf 7,96 m die Bronzemedaille. 2018 wurde er bei den U23-Mittelmeermeisterschaften in Jesolo mit 7,77 m Vierter und anschließend gelangte er bei den Mittelmeerspielen in Tarragona mit 7,48 m auf den zehnten Platz. Bei den U23-Mittelmeer-Hallenmeisterschaften 2019 in Miramas gelangte er mit 7,54 m auf Rang vier und anschließend gewann er bei den U23-Europameisterschaften in Gävle mit einer Weite von 8,19 m die Silbermedaille hinter dem Griechen Miltiadis Tendoglou. Damit qualifizierte er sich auch für die Weltmeisterschaften in Doha, bei denen er mit 7,69 m aber nicht bis in das Finale gelangte. 2022 gewann er bei den Ibero-Amerikanischen Meisterschaften in La Nucia mit 7,97 m die Bronzemedaille hinter seinem Landsmann Eusebio Cáceres und Maykel Massó aus Kuba. Im Juli schied er bei den Weltmeisterschaften in Eugene ohne einen gültigen Versuch in der Qualifikationsrunde aus und belegte dann bei den Europameisterschaften in München mit 7,82 m den siebten Platz.

## Persönliche Bestleistungen
- Weitsprung: 8,19 m (−0,1 m/s), 12. Juli 2019 in Gävle
  - Weitsprung (Halle): 8,00 m, 12. Februar 2022 in Madrid